# ディールミッセン
ディールミッセン（ドイツ語: Dielmissen）は、ドイツ連邦共和国ニーダーザクセン州ホルツミンデン郡北部に位置する町村（以下、本項では便宜上「町」と記述する）であり、ザムトゲマインデ・エッシャースハウゼン＝シュタットオルデンドルフを構成する自治体の一つである。

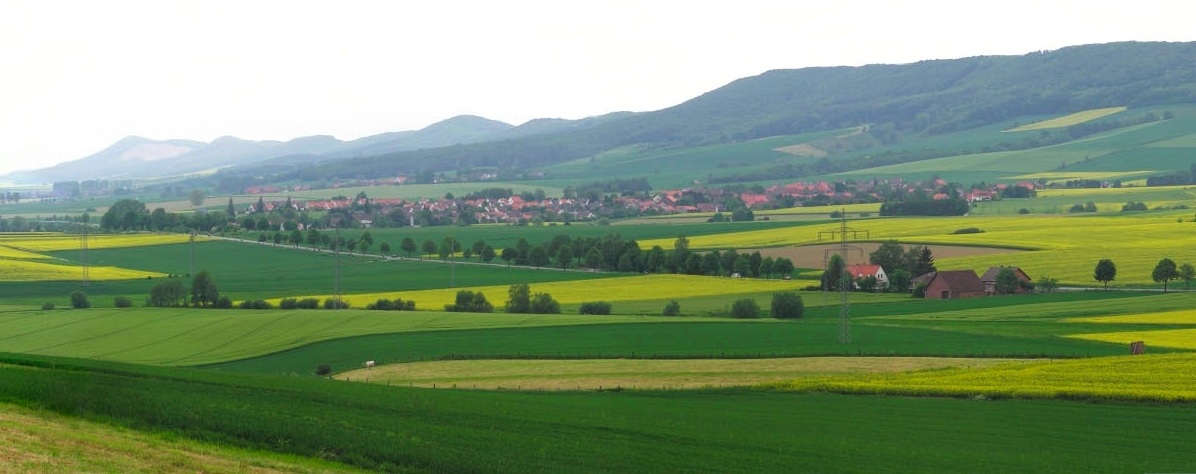
ディールミッセン集落

## 地理
ディールミッセンはイート山地の麓のイートベルデ（ベルデは肥沃な土地を意味する）に位置している。
ディールミッセンは東と南はリューアーディッセン、西はキルヒブラーク、北はハレと境を接している。

## 歴史
現在の町域は、800年頃にはティリチ・ガウとヴィカーナフェルデ・ガウとの境界領域に位置していた。ティリチ・ガウはザクセンの本拠地の一部に属した。
ディールミッセン集落は1151年8月23日に初めて文献に記録され、1194年から1401年まで近隣の集落を拠点とする騎士家 "de Didilmissen"（フォン・ディールミッセン家）の所領であった 。
1946年までディールミッセンはブラウンシュヴァイク州に属しており、ヴェーザー＝ハルツ地域の一部となっていた。

### 語源
この町は様々な表記がなされている。
- 1151年　Thiedelmissen
- 1304年 - 1324年　Dedelmissen
- 1340年　Didelmissen
- 1385年 - 1397年　Dydelmissen
- 1539年　Digermessen
- 1542年　Diedelmissen
- 1547年 - 1568年　Diermissen
- 1572年　Dirmissen
- 1760年　Dielmissen

意味: Thiathelmi (Theothelm, Thiudhelm, Dietelm, Thiadelm) の故郷 (Heim)、Thiudhelmes-husen から現在の Dielmissen までは大きな問題なく説明可能である。現在では様々な国に Diermissen という姓がある。たとえば、コスタリカ、USA、カナダ、エルサルバドル、ドイツなどである。特に著名な人物としては、ドイツの作家ヨハネス・ディールミッセンがいる。

## 文化と見所
ロマネスク様式のプロテスタントの聖ニコラウス教会は13世紀初めに建設された。この教会は内部に見所を所有している。16世紀初めの祭壇画、ルネサンス様式の説教壇、数多くの使徒像、ネオゴシック様式のオルガンなどである。教会の近くには立派なオークの木がある。2010年からディールミッセンのロマネスク様式のプロテスタント教会は改修され、建物の劣化した土台部も修理された。
ディールミッセンのカトリック教会聖ヨハネス教会は2004年に閉鎖され、現在は私邸として利用されている。40年以上前の教会の鐘「聖ヘドヴィヒ」と「聖ボニファティウス」は2008年11月にパラグアイのエンカルナシオンに移設された。
古い木組み建築の旅館「ガストハウス・アンガークルーク」には、1801年にヨハン・ヴォルフガング・フォン・ゲーテが逗留している。

### 遊歩道
ディールミッセンの上方、イート山の尾根をヨーロッパ広域遊歩道E11号線（デン・ハーグ - マズールィ）が通っている。

## 経済と社会資本
ディールミッセンにはイートヴェルデ＝ヴェーザーベルクラント水利連盟の本部がある。これはザムトゲマインデ・エッシャースハウゼン＝シュタットオルデンドルフ、ザムトゲマインデ・ボーデンヴェルダー＝ポレ、ザムトゲマインデ・ボフツェンの上下水道を管轄している。

## 引用
1. ↑  Landesamt für Statistik Niedersachsen, LSN-Online Regionaldatenbank, Tabelle A100001G: Fortschreibung des Bevölkerungsstandes, Stand 31. Dezember 2023
2. ↑  Karl Janicke, Urkundenbuch des Hochstifts Hildesheim und seiner Bischöfe, Nr.57
3. ↑  Täglicher Anzeiger Holzminden (TAH)、2008年10月20日付け
4. ↑  Renate Grumach: Goethe: Begegnungen Und Gespraeche, Band, Bände 1800-1805, 1985, p. 150